# Església de Santa Maria de la Cirera
Església de Santa Maria de la Cirera és una obra del poble de la Cirera, al municipi de Llorac (Conca de Barberà) inclosa en l'Inventari del Patrimoni Arquitectònic de Catalunya. És una església d'una sola nau, amb capelles laterals i absis semicircular. La portada, mancada de decoració, està formada per dovelles emmarcades en la seva part superior. La rosassa és petita i sobre d'ella i rematant la façana se situa un nínxol que en origen podria haver estat l'espadanya. El campanar, d'època posterior, és de base quadrada que en el tram superior es transforma en octogonal i està coronat per una semiesfera.